# Маршрутизация
Маршрутизация в телекомуникациите е процесът на определяне на път за предаване на сигнали или осъществяване на електронни съобщения между точките (възлите) от една или повече телекомуникационни мрежи. Маршрутизацията се използва в различни видове мрежи – телефонната мрежа, компютърни мрежи (вкл. интернет) и др. Изборът на най-добрия възможен път се основава на определени правила, комуникационни протоколи и адреси.
Когато става дума за предаване на мрежови пакети маршрутизацията се състои в насочването на пакетите от техния източник към техния получател по определен начин. При това възможните пътища преминават последователно през различни мрежови интерфейси. Междинните възли на мрежата са най-често хардуерни мрежови устройства като маршрутизатори, мостове, гейтуей, защитни стени, суичове. Процесът на маршрутизация включва използването на маршрутни таблици, които са от значение за ефективността му. Повечето алгоритми ползват само един маршрут, но съществуват и техники с множество алтернативни маршрути.

## В компютърните мрежи
Маршрутизацията в компютърните мрежи може да е статична или динамична.
Динамичната маршрутизация е подходяща за по-големи мрежи. Използват се протоколи за динамично маршрутизиране като OSPF, IS-IS, BGP, RIP и др. Те позволяват маршрутизаторите автоматично да намират най-добрите пътища помежду си.
Статичната маршрутизация е подходяща за мрежи с малко на брой маршрутизатори. Работи чрез ръчното конфигуриране на статични маршрути в устройствата. Например един малък офисен маршрутизатор, свързващ няколко компютъра към интернет, може да има само един статичен маршрут, указващ, че всички IP адреси минават през интернет доставчика. Това е т. нар. маршрут по подразбиране (default route) и има следния вид:
ip route 0.0.0.0 0.0.0.0 х.х.х.х
където х.х.х.х е IP адрес на доставчика

## Схеми на доставка
Схемите на доставка до крайния потребител могат да са
- уникаст доставя до един потребител – това е доминиращата форма на доставка в интернет
- broadcast доставя до всички потребители
- мултикаст доставя до група потребители, проявили интерес към доставката
- anycast доставя до всеки член на определена група, типично до най-близкия до източника
- геокаст доставя до определена географска област

## Алгоритми и техники за маршрутизация
- Алгоритъм на Дейкстра
- Разпределена хештаблица
- Quality of service
- Статично маршрутизиране

## Маршрутизиращи протоколи
- Маршрутизиращи протоколи
- Безкласовото маршрутизиране между домейни (CIDR)

## Алтернативни методи за мрежови поток от данни
- Peer-to-peer

## Платформи за рутери
- Cisco IOS